# Bernhard von Wiecki

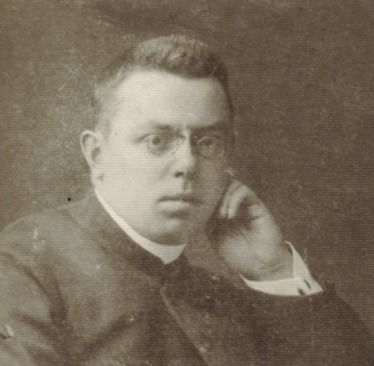
Bernhard von Wiecki

Bernhard von Wiecki (* 29. Februar 1884 in Schatarpi, Kreis Berent; † 11. Januar 1940 im KZ Stutthof bei Danzig; auch: Bernard Wiecki) war Priester und wurde als Opfer der deutschen Intelligenzaktion ein Märtyrer der katholischen Kirche.

## Leben
Geboren wurde Wiecki in der Kaschubei, er entstammte einer polnischen Landadelsfamilie aus Masowien, die seit 1696 in Polnisch-Preußen ansässig war. Im Jahr 1910 absolvierte er das Priesterseminar Pelplin, eine Stätte der Bewahrung und Stärkung der polnischen Kultur in Westpreußen.
Von 1911 bis 1914 war er Vikar in Danzig, kam dann an die Pfarrei Schöneck. Von 1918 bis 1927 war er an der Pfarrkirche Königliche Kapelle in Danzig, das 1920 zum Freistaat Danzig geworden war, dann wurde er im Freistaat Pfarrer von Wotzlaff (Wocławy) bei Groß Zünder. Dort war er sehr populär bei der deutschen, wie auch der polnischen Bevölkerung.
Frühmorgens am ersten Tag des Weltkriegs, dem 1. September 1939, wurde er mit den Pfarrern Bronisław Komorowski und Franciszek Rogaczewski, sowie den Geistlichen Władysław Szymanski und Marian Górecki von SS-Männern verhaftet und in der Viktoriaschule gefangen gesetzt und später in das Gestapohaus in Danzig-Neugarten überführt. Bischof Splett bemühte sich sehr um seine Priester und konnte sie sogar kurz besuchen. Einige Wochen darauf wurde Wiecki in das KZ Stutthof verschleppt.
Am 11. Januar 1940 wurde Wiecki dort mit dem Religionslehrer Władysław Szymanski und weiteren Mitgliedern der polnischen Intelligenz erschossen. Die Leichen wurden nach 1945 exhumiert und auf dem Ehrenfriedhof in Zaspa (Gdańsk-Zaspa) beigesetzt.

## Gedenken

Gedenktafel an der Marienkapelle Söder

Eine Gedenktafel an der Marienkapelle in Söder bei Hildesheim nennt seinen Namen. In Schwerzen befindet sich ein weiterer Gedenkstein, der von privater Hand gestiftet wurde. Die katholische Kirche hat Bernhard von Wiecki als Glaubenszeugen in das deutsche Martyrologium des 20. Jahrhunderts aufgenommen. Über ein Verfahren der Seligsprechung als Märtyrer ist noch nichts bekannt.

## Trivia
Von ihm wird erzählt, dass er sehr leutselig gewesen sei. Da es sich für Priester nicht ziemte, sich noch nach Mitternacht im Wirtshaus aufzuhalten, habe die Wirtin des Wotzlaffer Dorfkrugs bei Bedarf kurz vor Mitternacht die Uhr angehalten.